# Église de Garde
L'église de Garde (en suédois : Garde kyrka) est une église luthérienne médiévale située à Garde, sur l'île suédoise de Gotland.
La nef et le soubassement du clocher en constituent les parties les plus anciennes, tandis que le vaste chancel en représente la section la plus récente. Une importante campagne de restauration est menée dans les années 1960. L'église de Garde, avec son cimetière muni de quatre porches d'entrée, figurent parmi les ensembles ecclésiaux médiévaux les mieux conservés de Suède.
L'église est construit en calcaire, crépie de blanc. Trois portails présentent un décor roman épuré, typique des plus anciennes églises de Gotland. Le quatrième portail, qui ouvre sur le chancel, adopte un style gothique. L'édifice renferme des peintures murales datant d'environ 1200, de style russo-byzantin, qui n'ont pas d'équivalent en Suède. Certains de ses mobiliers liturgiques, tels que les fonts baptismaux et la haute croix, datent de la même période, tandis que le retable remonte au XVIIe siècle. L'église de Garde relève de l'Église de Suède et dépend du diocèse de Visby.

## Description générale
L’église de Garde se situe à environ 300 mètres au nord de la route principale entre Ljugarn et Lye, dans l’est de Gotland,. Le site est reconnu comme un environnement du patrimoine culturel d’intérêt national. L’église se trouve au centre du cimetière, entourée d’un mur bas. Ce mur fait l’objet de réparations à plusieurs reprises au fil des siècles, sans toutefois subir de modifications d’envergure depuis sa construction. Il mesure entre 160 cm et 110 cm de hauteur et comporte quatre porches d'entrée d’origine.

## Historique de l'édification de l'église
L’édifice de église de Garde qui subsiste pourrait avoir succédé à un édifice en bois, comme l’indiquent des trous découverts sous le sol, probablement destinés à recevoir des poteaux,,. Ces vestiges sont mis au jour lors de fouilles menées en 1968. De plus, plusieurs autres églises de Gotland présentent une évolution similaire, précédées par une structure en bois. Il est également envisageable que certaines fermes du toit de l’édifice proviennent de cette première construction. Toutefois, aucune preuve formelle ne permet de confirmer l’existence d’une église en bois antérieure.

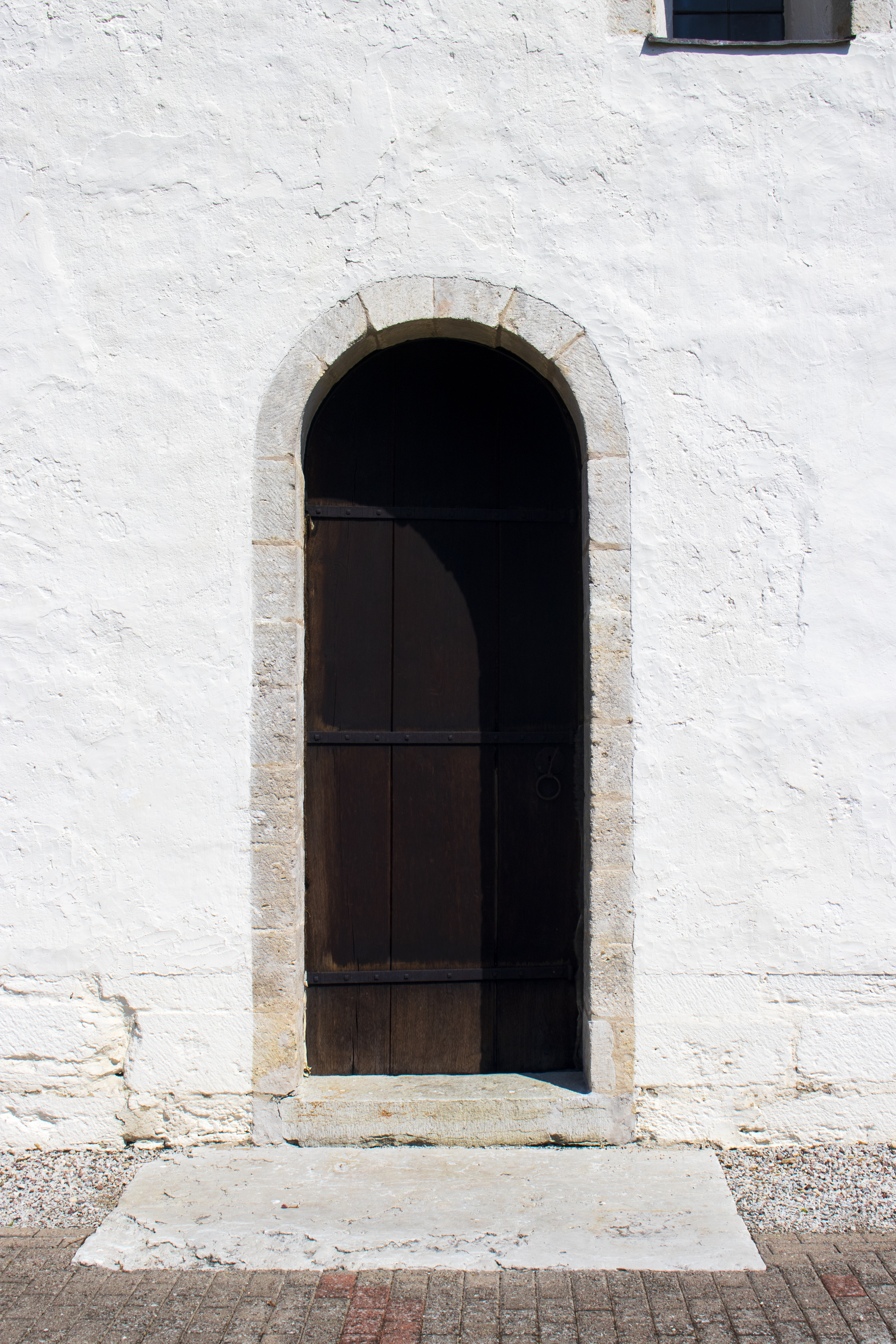
Le portail sud, à arc rond, représente un élément typique des plus anciennes églises de Gotland.

L'église figure parmi l'une des plus anciennes de Gotland, sa construction ayant probablement commencé vers 1130,,. Un document du diocèse de Linköping, auquel l'île de Gotland était rattachée au Moyen Âge, mentionne une messe inaugurale célébrée en 1200,. À l'origine, l'édifice comprenait un clocher, une nef et un chancel avec une abside. Seule la nef de cette première église subsiste. À l'instar d'autres églises anciennes de l'île, elle se distingue par l'utilisation de pierres grossièrement taillées, l'absence de socle structuré et des portails d'entrée en plein cintre, d'une grande simplicité, des caractéristiques encore visibles dans la nef de Garde. Les fonts baptismaux et le croix triomphale présents dans l'église datent également de cette époque et ont probablement été acquis lors de sa consécration,.
Le clocher est surélevé à sa hauteur définitive au milieu du XIIIe siècle. Durant la première moitié du XIVe siècle, l’ancien chancel est remplacé par celui de la sacristie, dont les dimensions apparaissent disproportionnées. Ce projet vise probablement à reconstruire l’ensemble de l’édifice, comme l’attestent les murs provisoires qui relient encore le chancel à la nef. Le nouveau chancel est édifié par un atelier désigné sous le nom d’ « Egypticus »,.
L’église reçoit une nouvelle voûte dans les années 1690, puis l’essentiel de l’intérieur est badigeonné à la chaux en 1701. Des travaux de reconstruction s’effectuent en 1869, au cours desquels les derniers vitraux médiévaux disparaissent vraisemblablement. Une restauration approfondie a lieu entre 1963 et 1968, période durant laquelle émergent des fragments de peintures murales médiévales dans la nef. Enfin, une nouvelle campagne de rénovation intervient en 2004, année où le clocher fait l’objet de réparations et l’extérieur entièrement repeint.

## Architecture

### Extérieur
L'église de Garde est construite en calcaire aux nuances de gris, avec quelques éléments décoratifs en brique visibles uniquement sur la façade de la tour. L'édifice est recouvert d'un badigeon blanc, à l'exception des portails, des angles du chancel, de la nef et de la tour, ainsi que des soubassements du chancel et de la tour, réalisés dans un calcaire taillé avec plus de soin. Elle possède quatre entrées : trois d'entre elles — situées dans la tour et sur les deux côtés de la nef — sont de simples portails romans. Le portail nord aurait vraisemblablement été l'entrée du tout premier chancel, avant d'être déplacé à son emplacement définitif lors de la reconstruction de l'église au XIVe siècle. Le portail sud du chancel, de style gothique, s'ouvre en retrait, encadré de trois colonnettes de chaque côté dont les chapiteaux sont décorés de motifs végétaux, encore partiellement peints. Le tympan au-dessus représente le Christ assis, tenant un livre dans une main et levant l'autre dans un geste de bénédiction. La nef est percée de six fenêtres, dont quatre médiévales, de forme arrondie et de style très simple. Le chancel s'éclaire par deux grandes fenêtres gothiques en arc brisé avec un remplage en pierre, un aspect que l'on retrouve également dans les églises voisines de Väte, Grötlingbo et Hablingbo.
La tour comporte trois étages, surmontés d’un niveau où se trouve la cloche de l’église. Selon une inscription gravée sur celle-ci, la cloche a été fondue à Lübeck en 1608, puis refondue plus tard à Stockholm. Avant que la tour ne soit surélevée au XIIIe siècle, elle présentait quatre baies situées plus bas. Après son rehaussement, elle en compte désormais douze, réparties équitablement sur les quatre côtés : trois par face. Ces ouvertures, hautes et en arc brisé, sont ornées d’un mélange de calcaire et de brique, une combinaison décorative que l’on retrouve également dans les clochers des églises de Lye et de Burs.

#### Porches d'entrée et portails
Le porche d'entrée ouest constitue l’entrée principale et figure parmi les plus vastes portails de cimetières médiévaux de Suède, construit probablement dans la première moitié du XIIIe siècle. Il se dresse en trois niveaux de calcaire appareillé, badigeonné de chaux, à l’exception des angles et du portail. Le porche d'entrée comportait à l’origine deux battants, et l’espace couvert qui les sépare renfermait deux niches munies de bancs. Les deux étages supérieurs servent de grenier, initialement destiné à entreposer la dîme de l’église, jusqu’en 1917. Le dernier étage du porche d'entrée est également affecté à un magasin pour l’église.
Les portails sud et nord présentent une conception presque identique, tout comme celui situé à l'est, bien que ce dernier soit de dimensions plus modestes. Tous trois sont construits en calcaire crayeux recouvert d'un badigeon de chaux, à l'exception des angles et des parties basses, réalisés en pierre calcaire finement taillée. Chacun abrite, à l'intérieur, une niche aménagée avec un banc. Leur construction remonte au XIVe siècle. Un autre porche d'entrée se trouve un peu au nord-est de l'église, donnant accès à la maison du vicaire depuis la route. Également daté du XIVe siècle, il constitue le seul exemplaire subsistant de ce type sur l'île de Gotland. Sur le porche d'entrée nord, cinq marques de tâcheron identiques à celles observées dans les églises de Martebo et de Stånga permettent d'en établir l'origine artisanale.

#### Cimetière
Le cimetière révèle plusieurs tombes chrétiennes datant de l'époque viking, dans lesquelles des fragments de vêtements ont été retrouvés. Jusqu'en 1739, l'organisation des sépultures obéit à une hiérarchie sociale : les individus les plus fortunés sont inhumés à proximité immédiate de l'église, au sud et à l'est, tandis que les plus démunis sont enterrés à l'ouest. Quant au secteur situé au nord de l'édifice, il est réservé aux personnes condamnées pour des crimes.

### Intérieur

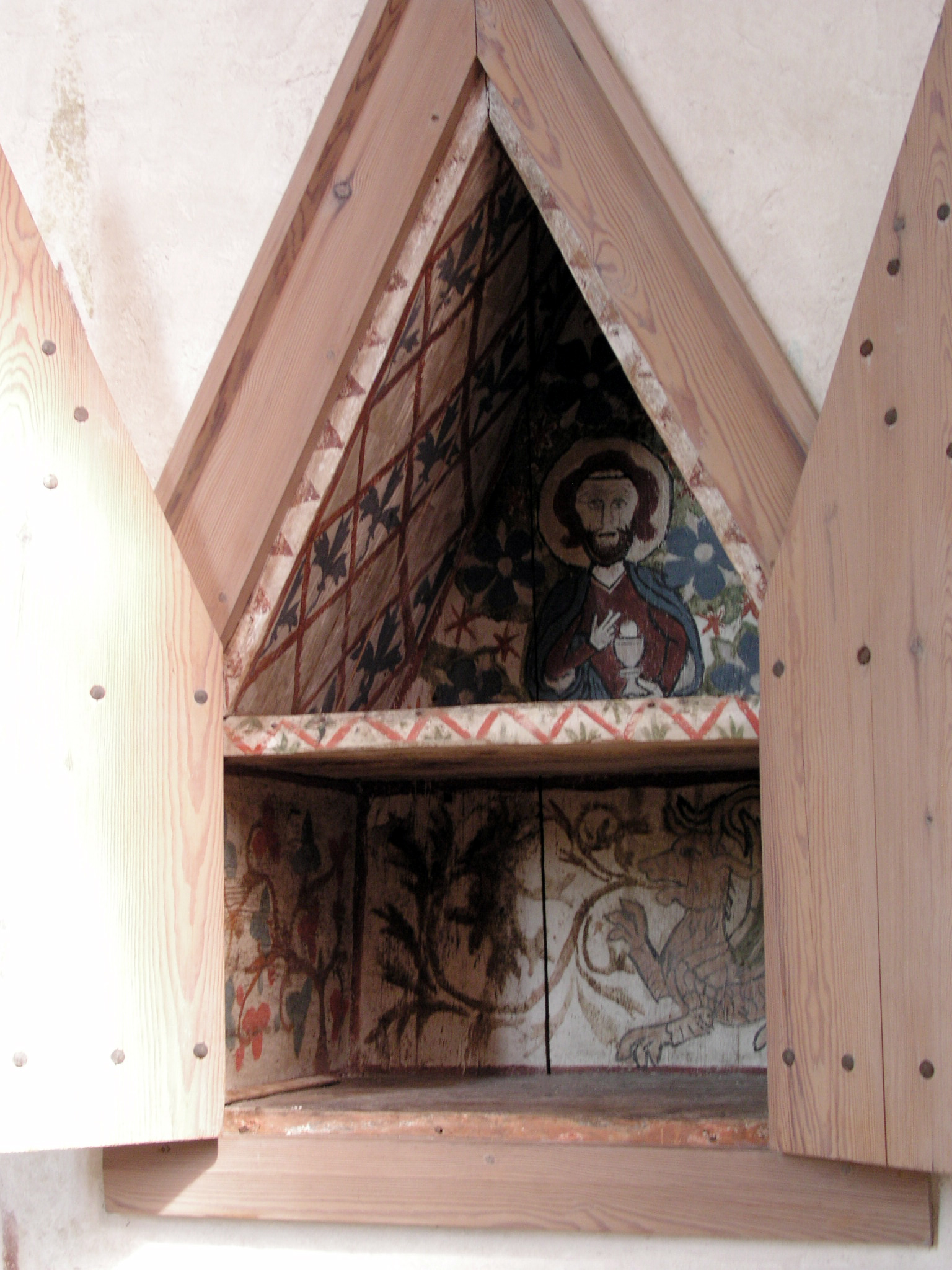
L'ancien tabernacle de l'église, qui date du XIV.

L’intérieur de l’église se compose de trois parties principales : la base de la tour à l’ouest, la nef au centre et le chancel à l’est. La base de la tour est assez petite et sombre, reliée à la nef par une arche étroite mais haute, décorée avec soin. La nef possède de petites fenêtres placées en hauteur, tandis que le chancel, plus grand, reçoit la lumière par de grandes fenêtres gothiques situées sur les murs est et sud. L’arc qui sépare la nef du chancel est taillé dans un calcaire finement travaillé. Les plafonds de la nef et de la base de la tour sont plats et en bois, tandis que le chancel conserve sa voûte d’origine. Au-dessus du plafond de la nef, sous la toiture, se trouvent de vieilles charpentes romanes bien conservées,. Le sol de l’église date principalement des rénovations des années 1960. Lors de ces travaux, plusieurs fragments de pierres calcaires taillées sont découverts dans le sol d’origine, certains étant placés près du mur sud de l’édifice. Les murs du chancel comportent cinq niches, dont la plus grande, située dans le mur sud, contient un siège et une peinture du XIVe siècle représentant le Christ assis sur un trône. Sur le mur nord, une niche plus petite, qui servait de tabernacle, présente également des décorations du XIVe siècle. À l’intérieur des murs, plusieurs sculptures se distinguent, notamment des inscriptions uniques et des représentations de bateaux, probablement réalisées à la fin du Moyen Âge. Aucun vitrail d’origine ne subsiste, bien que dans les années 1860, les fenêtres du chancel conservaient encore des fragments de vitraux médiévaux.

#### Peintures murales
La nef est sans doute décorée à l’origine de fresques, mais la plupart ont disparu. Cependant, un ensemble de peintures situées sous l'arc qui relie la nef au rez-de-chaussée de la tour est encore très bien conservé. Ces fresques présentent un style russo-byzantin,, avec quelques détails décoratifs influencés par l’art gothique. Leur qualité est reconnue, « au point qu’elles sont considérées comme la meilleure preuve de la présence d’un atelier byzantin à Gotland »,. Il y a aussi une certaine ressemblance avec des peintures fragmentaires dans les églises de Källunge et Havdhem, mais rien de comparable n’existe ailleurs en Suède. Elles datent probablement du début du XIIIe siècle.
Les peintures montrent deux saints sous des arches décorées de palmettes, reposant sur des piliers aux chapiteaux ornés. Chaque saint est debout, légèrement incliné dans une posture dite  « contrapposto » , et regarde le visiteur. La main gauche est levée pour bénir, tandis que l'autre tient une croix,. Ils portent des vêtements byzantins richement décorés. Ce type de représentation des saints se rencontre en Russie et dans d’autres régions sous influence byzantine, comme la basilique Saint-Marc de Venise. Il s'agit vraisemblablement des saints Flore et Laure, notamment parce qu’une image similaire se trouve dans l’église des Agioi Anargyroi à Kastoriá, en Grèce,.
Plusieurs recherches ont tenté de comprendre l'origine des influences stylistiques de ces fresques ainsi que l’identité de l’artiste qui les a réalisées. En 1911, l’historien de l'art Johnny Roosval est le premier à établir un lien avec l’art byzantin. L’année suivante, Ture J. Arne rapproche ces peintures de celles des églises russes de Néréditsa et de Saint-Georges à Staraya Ladoga, soulignant des similarités notables,. Des études plus récentes confirment ces correspondances, notamment avec l’église Saint-Georges de Staraya Ladoga. Le lien exact entre ces églises russes et les fresques de Garde reste toutefois incertain. Il est établi qu’une église russe existait à Visby, aujourd’hui en ruines, et il est possible qu’un artiste russe se soit rendu à Gotland pour décorer cette église, tout en réalisant les fresques de Garde. Une autre hypothèse suggère que des commerçants de Gotland aient fait venir un artiste russe depuis la côte orientale de la mer Baltique. Ces peintures présentent également des influences directes de l’art grec, sicilien et occidental, ce qui complexifie davantage l’identification précise des origines de l’artiste. Ce mélange d’influences conduit à formuler l’hypothèse que l’artiste a été formé dans un environnement russo-byzantin, tout en utilisant des manuscrits enluminés comme modèles. Des parallèles contemporains avec des manuscrits enluminés russes et byzantins renforcent cette idée,. Quelle que soit la source d’inspiration de l’artiste, il convient de rappeler que l’église a été construite dans un contexte catholique, et non orthodoxe. À l’instar des églises siciliennes du XIIe siècle, les influences artistiques proviennent de l’art orthodoxe, malgré les différences doctrinales et liturgiques.

## Mobilier liturgique

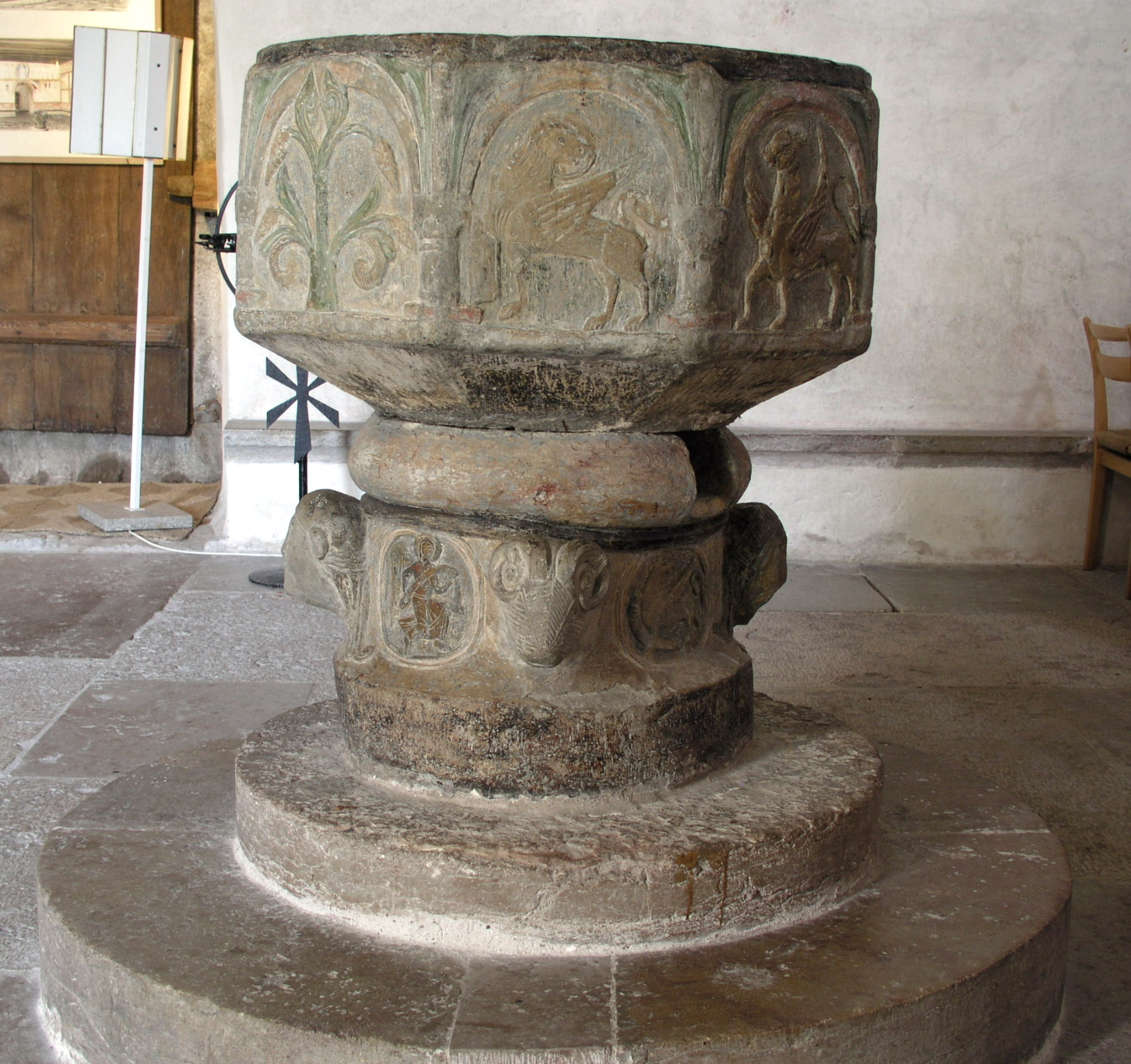
Les fonts baptismaux de l'église de Garde.

Les fonts baptismaux de l’église, réalisé à la fin du XIIe siècle, est attribuée à un artiste ou atelier désigné par le nom de convention de Byzantios. Des œuvres comparables sont conservées dans les églises d’Atlingbo et de Hogrän. Comme pour toutes les créations de cet artiste, la cuve adopte une forme octogonale et présente, entre de petites colonnes surmontées d’arcs en plein cintre, des figures finement sculptées en bas-relief. Des restes de la polychromie d’origine subsistent à la base, tandis que la peinture encore visible sur le bassin date du milieu du XVIIIe siècle. Le retable, en calcaire sculpté et peint, est exécuté en 1689, ou peut-être en 1682 selon certaines sources. Sa scène centrale figure la Cène, encadrée de statues représentant Moïse et Aaron. À son sommet figure le monogramme du roi Charles XI de Suède, témoignage du contexte politique et religieux de l’époque. La chaire est réalisée en 1662 et semble avoir été repeinte dans ses tonalités définitives en 1749. Les bancs actuels sont installés dans les années 1960. La croix triomphale réunit une statue du Christ, probablement sculptée vers 1200, et une croix plus récente, sans doute du XVIIIe siècle. La couronne qui surmonte la figure est une reproduction moderne, inspirée de celle de la croix triomphale de l’église de Lokrume. L’ensemble atteint environ 2,50 mètres de hauteur pour 1,80 mètre de largeur.

## Usage et statut patrimonial
L’église de Garde fait partie de la paroisse du même nom, rattachée au Sudertredingens kontrakt, une subdivision du diocèse de Visby, dans l’Église de Suède.
Elle est répertoriée comme monument religieux dans la base de données des bâtiments protégés de la Direction nationale du patrimoine de Suède, sous le numéro 21300000002676 (sous-numéro : 21400000444025).
En 2019, elle compte parmi les 56 premiers sites culturels de Gotland — et de toute la Suède — à recevoir officiellement le bouclier bleu et blanc de la Convention de La Haye, symbole de la protection des biens culturels en cas de conflit armé.